# (24945) Houziaux
(24945) Houziaux est un astéroïde de la ceinture principale.

## Description
(24945) Houziaux est un astéroïde de la ceinture principale. Il fut découvert le 7 juin 1997 à La Silla par Eric Walter Elst. Il présente une orbite caractérisée par un demi-grand axe de 2,54 UA, une excentricité de 0,10 et une inclinaison de 3,8° par rapport à l'écliptique.
Il est nommé d'après l'astronome belge Léo Houziaux.